# Britt Marie Wirgård

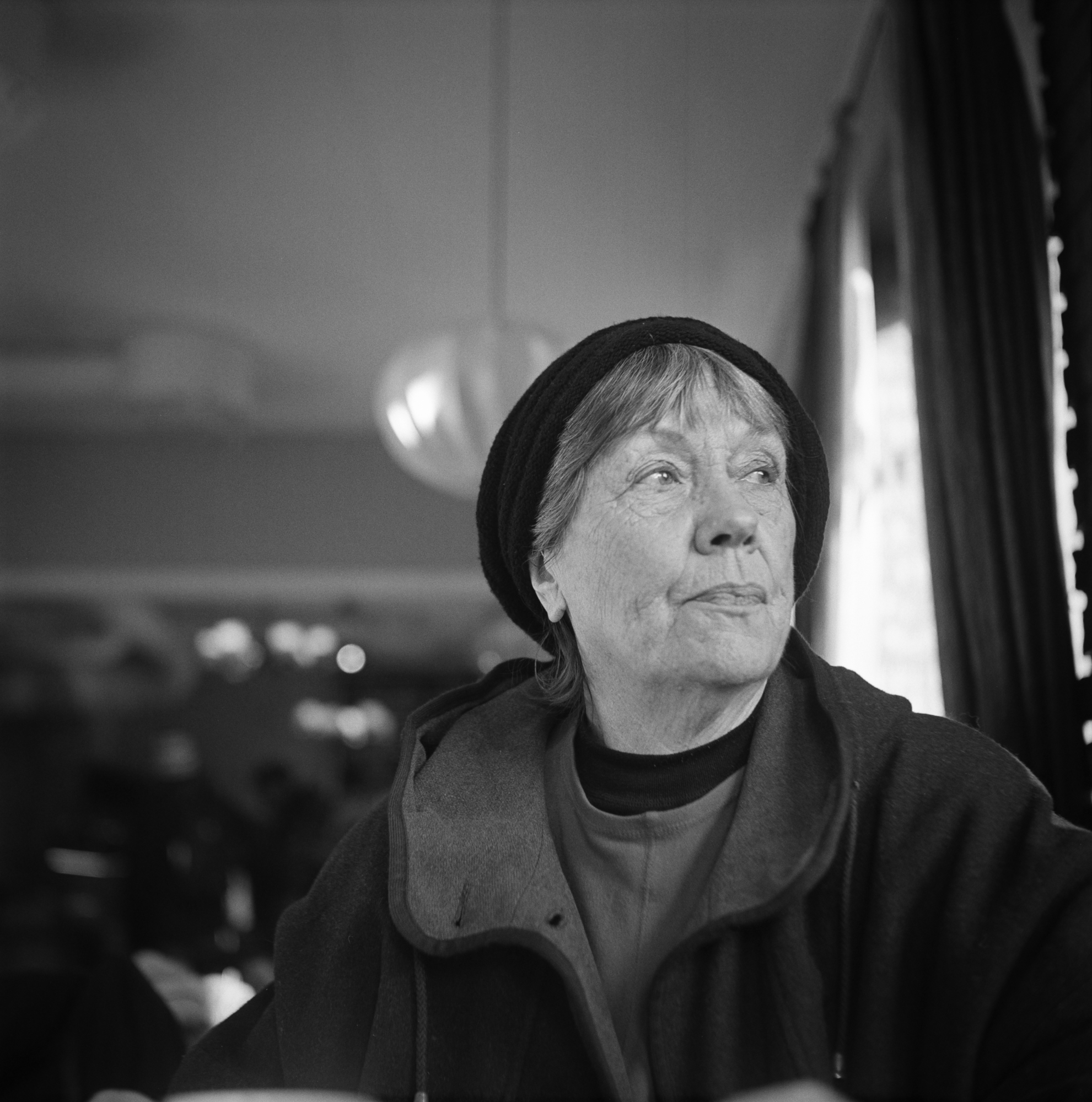
Britt Marie Wirgård under ett cafébesök i Göteborg 2014.

Alva Britt Marie Wirgård, född Karlsson 3 januari 1943 i Nässundet, Bjurtjärns församling, Värmlands län, död 26 februari 2016 i Edane , Brunskogs församling, Värmlands län
, var en svensk konstnär. Hon var gift med konstnären Hans Wirgård.
Wirgård studerade vid Konstindustriskolan i Göteborg. Hon arbetade i olja och akvarell.
Separat ställde hon ut i bland annat Stuttgart, Södertälje, Stockholm, Arvika och Göteborg samt medverkade även i samlingsutställningar i bland annat Göteborg, Stockholm, Örebro, Karlstad och Arvika.
Wirgård är representerad vid bland annat Örebro läns landsting, Skaraborgs läns landsting, Örebro kommun, ABAB, Arla, Betong & Ballast, Folksam, Generaltullstyrelsen, Luftfartsverket, Militärstaberna, Osram, Sophiahemmet och Tekniska nämndhuset i Stockholm.